# Oberröppisch
Die ehemals eigenständigen Gemeinden Oberröppisch und Unterröppisch wurden am 1. November 1948 zur neuen Gemeinde Röppisch zusammengeschlossen. Diese wurde am 1. Juli 1950 in die Stadt Gera eingemeindet. Der Stadtteil Röppisch der Stadt Gera hat 616 Einwohner (Stand 31. Dezember 2013).

## Geographie
Oberröppisch ist am linken Ufer der Weißen Elster im Süden Geras in Richtung Weida an der Bundesstraße 92 gelegen.

## Geschichte
Auf dem Heersberg befand sich eine frühzeitliche Wallburg; ihre Überreste wurden Anfang des 19. Jahrhunderts durch die Anlage eines Steinbruchs vernichtet.
Der Herrschaft Reuß-Gera zugehörig, zählte der Ort 1827 19 Häuser und 100 Einwohner. Etliche Landstücke gehörten als Zinsland dem Kloster Zum Heiligen Kreuz in Saalburg. Der Grenzort zu den sächsischen Landen war ein Filial der Stadtkirchengemeinde Gera, schulte aber nach Lusan.
1873 wurde im Ort auf Betreiben der damaligen Gutsbesitzer eine Wasserleitung verlegt, die aus einem 30 Ellen tief in den Sandstein geschlagenen Brunnen gespeist wurde.
Am 1. Januar 1919 wurde Oberröppisch in die Stadt Gera eingemeindet, jedoch schon am 1. April 1925 wieder ausgemeindet. Die neuerliche Eingemeindung, jetzt nach Röppisch, erfolgte am 1. November 1948. Die Umgliederung nach Gera fand am 1. Juli 1950 statt.

## Sehenswürdigkeiten

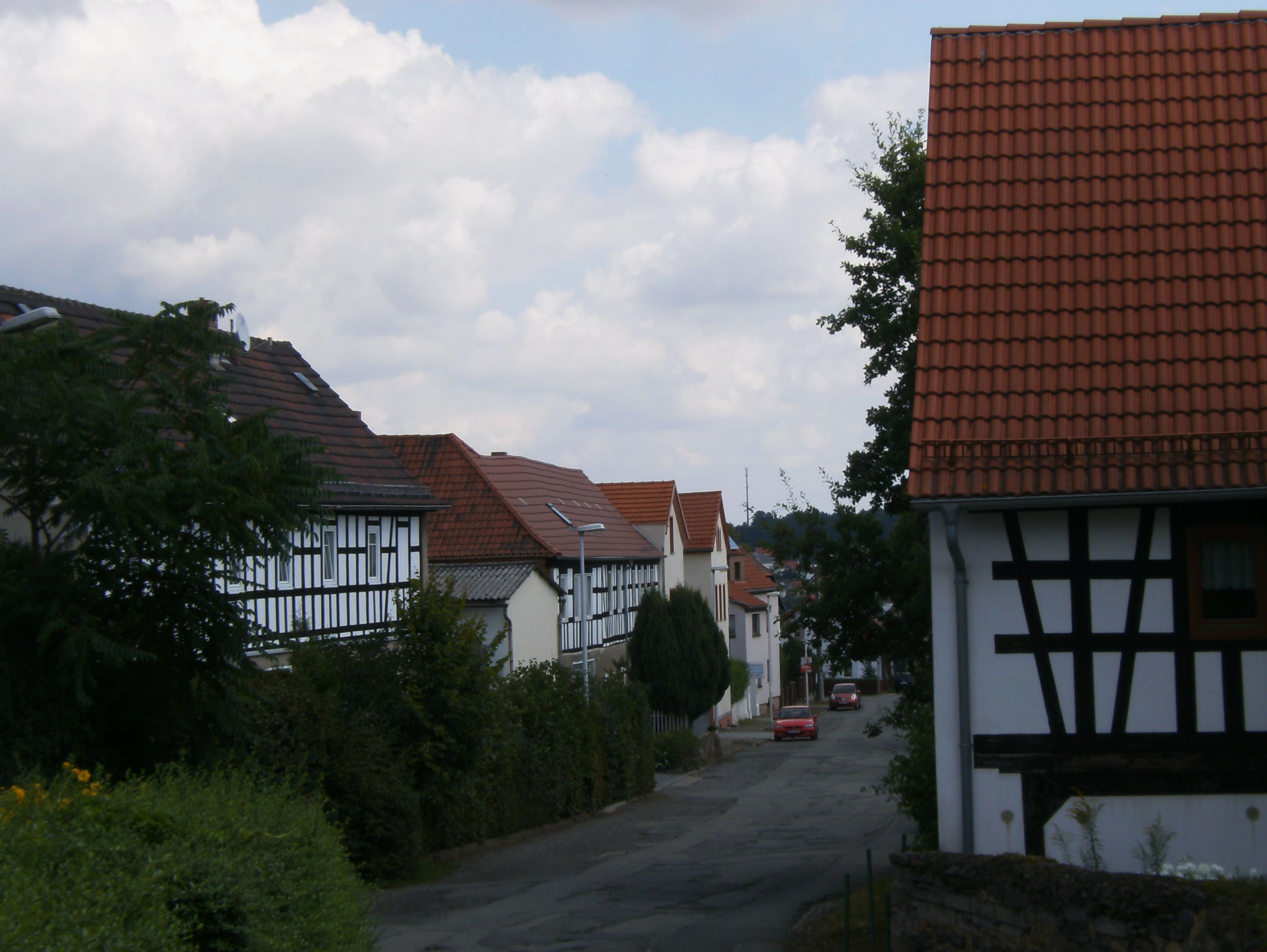
Im Dorf

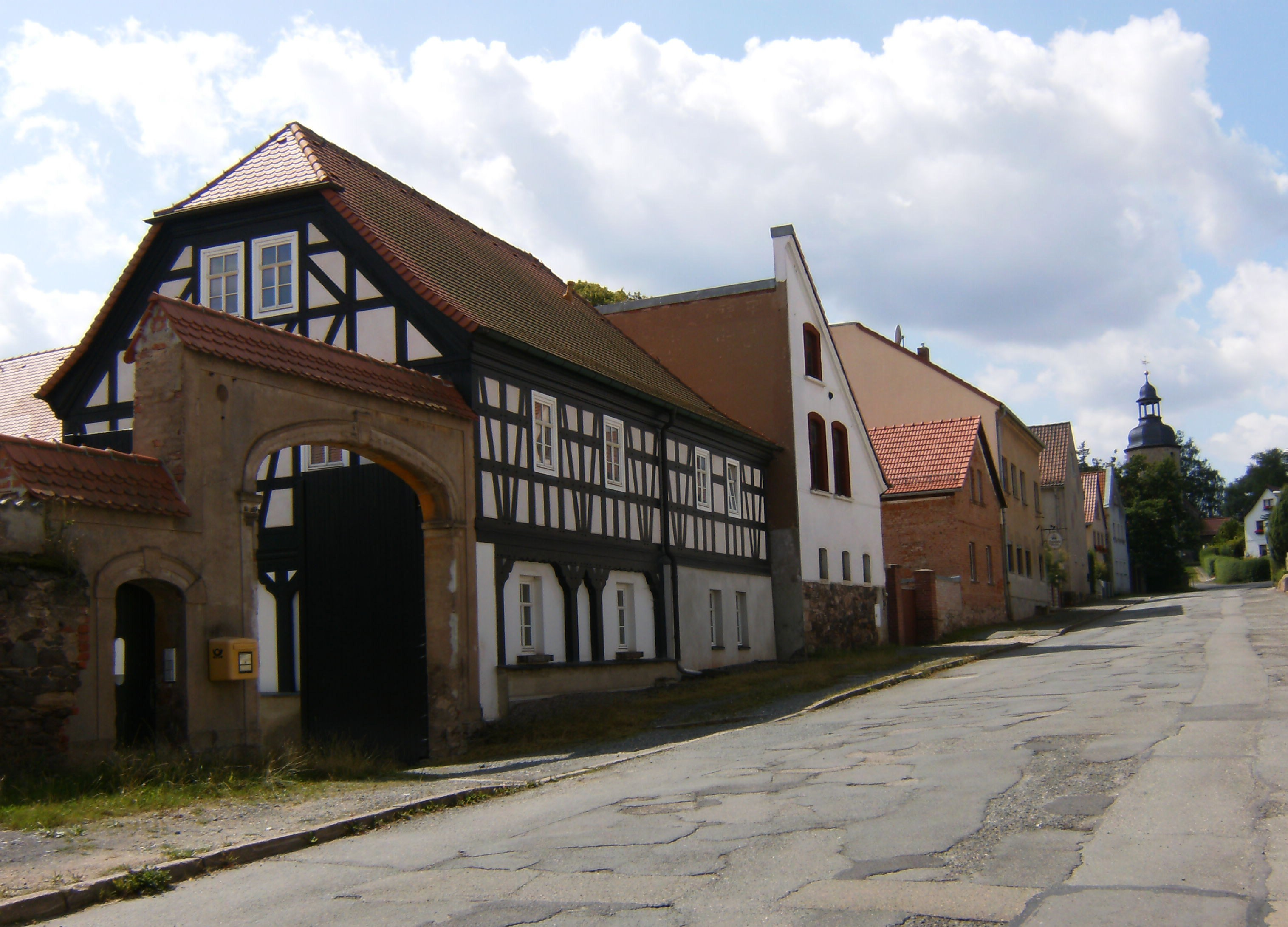
Hofreite mit Umgebindestube

Der Ort besitzt neben der Kirche eine Reihe denkmalgeschützter Höfe.

## Politik
Röppisch mit Oberröppisch und Unterröppisch hat keine Ortsteilverfassung, somit auch keinen Ortsteilrat und keinen Ortsteilbürgermeister.

## Entwicklung der Einwohnerzahl
| Jahr      | 1827 | 1864 | 1910 | 1948 |
| Einwohner | 100  | 125  | 176  | 304  |

## Verkehr
Am Ort führt die Bundesstraße 92 vorbei. Die dortige Haltestelle wird im Stundentakt von der Linie 29 der PRG Greiz bedient, die den Ort mit Gera und dem Landkreis Greiz verbindet. Die Linie 13 der GVB sichert den Schülerverkehr.
Der nächstgelegene Bahnhof ist Gera-Zwötzen bzw. Wolfsgefärth. Bis zur Schließung im Jahr 2000 bestand in Unterröppisch ein eigener Haltepunkt „Gera-Röppisch“ an der Bahnstrecke Leipzig–Probstzella.

## Bildung
Für die Kleinsten gibt es in Lusan sechs Kindergärten bzw. kombinierte Kindereinrichtungen mit unterschiedlichen Konzepten.
Zuständige Grundschulen bei gemeinsamem Schulbezirk mit freier Schulwahl sind die
- Erich-Kästner-Grundschule (Lusan) und die
- Wilhelm-Busch-Grundschule (Lusan).

Nächstgelegene Regelschule ist die
- Staatliche Regelschule 4, dazu die
- IGS Integrierte Gesamtschule.